# Pearl Beach
Pearl Beach – jednostka osadnicza w Stanach Zjednoczonych, w stanie Michigan, w hrabstwie St. Clair.